# Dina Hayek
Dina Hayek, nacida Collet Bou Gergis, (Joünié; 10 de junio de 1982) es una popular cantante libanesa. Ganó fama con el lanzamiento de su segundo álbum, Katabtillak. Su padre es libanés, mientras que su madre es siria. 

## Carrera
Hayek comenzó su carrera en 1999 como solista, tras ser descubierta por el compositor George Mardorzian. Estudió música en la Universidad Saint-Esprit de Kaslik, antes de asistir a clases privadas con Fouad Houad (durante 3 años) y con Rafik Houbaika (durante 2 años), ambos músicos libaneses. Su álbum debut, Sehir Al Gharam, fue lanzado en 2003 con la compañía discográfica Music Master International, e incluía el sencillo del mismo nombre, que fue respaldado por el canal de música egipcio Melody TV.
El reconocimiento público de Hayek llegó tras firmar un contrato con la discográfica saudí Rotana. Su segundo álbum, llamado Katabtillak y lanzado en 2005, fue un éxito comercial, incluyendo los sencillos, Katabtillak y Dark el-Hawa'a. 
Su tercer disco, Ta'ala Albi, que incluía un sencillo con el mismo nombre, salió al mercado en 2006.
Hayek ha declarado que algunos artistas de Rotana, como la cantante Elissa, reciben más atención por parte de los ejecutivos de la compañía discográfica que el resto. Se mostró decepcionada por el bajo nivel de ventas de su disco Ta'ala Albi —comparado con Katabtillak— en Egipto y la región del Golfo, a pesar de los esfuerzos de promoción realizados. Del mismo modo, expresó su decepción con Rotana al afirmar que no fueron capaces de asegurarle una actuación en el festival Hala Febrayer de Kuwait, en 2007, debido a lo cual, más tarde ese año, renunció a renovar su contrato con la compañía. Actualmente, está trabajando en material nuevo con el apoyo de Melody TV.
Cantante en activo, Hayek ha dado conciertos en el Líbano, Egipto y la región del golfo. Su voz llamó la atención del conocido cantante sirio George Wassouf, con quien actuó en muchos conciertos. También ha hecho alguna colaboración con Melhem Barakat.

## Discografía
- Sehir Al Gharam (2003)
- Katabtillak (2005)
- Ta'ala Albi (2006)